# Карсоли
Карсо̀ли (на италиански: Carsoli) е градче и община в Южна Италия, провинция Акуила, регион Абруцо. Разположено е на 616 m надморска височина. Населението на общината е 5607 души (към 2010 г.).